# Podolie
Podolie (in ungherese Felsőleszéte) è un comune della Slovacchia facente parte del distretto di Nové Mesto nad Váhom, nella regione di Trenčín.